# Adel Ben Hassen
Adel Ben Hassen, né le 28 mai 1964 à Bizerte, est un homme politique tunisien. 

## Biographie
Il est titulaire d'une maîtrise en droit public, qu'il obtient en 1998 et d'un diplôme du cycle supérieur de l'École nationale d'administration en 1993. Il est aussi diplômé de la 25e promotion de l'Institut de défense nationale.
Il est nommé gouverneur de Tunis le 2 février 2011. Il prête serment le jour même de sa nomination devant le président de la République par intérim, Fouad Mebazaa, au palais présidentiel de Carthage, succédant ainsi à Mondher Friji. Il est remplacé par Abderrazak Ben Khelifa le 24 août 2013.
Il est marié et père de deux enfants.